# پی گاو
پی گاو یک ستاره است که در صورت فلکی ثور قرار دارد.